# Mindenütt nő
A Mindenütt nő (eredeti cím: Sweet Home Alabama) 2002-ben bemutatott amerikai romantikus komédia Andy Tennant rendezésében, Reese Witherspoon, Josh Lucas és Patrick Dempsey főszereplésével.
Bemutatójára 2002. szeptember 27-én került sor.

## Rövid történet
Egy fiatal nőnek, aki New York-ban előkelő életet él, haza kell térnie Alabamába, hogy hét év különélés után elváljon a férjétől.

## Cselekmény
|  | Alább a cselekmény részletei következnek! |

A történet elején két gyerek, Melanie Smooter és Jake Perry kergeti egymást Alabama államban, a vízparton, miközben vihar közeleg. Miután a közelben lecsap egy villám, és a homokban forró nyomot hagy, a jövőről beszélgetnek, majd megcsókolják egymást és Jake azt mondja, hogy egy napon feleségül veszi Melanie-t.
A jelenben Melanie sikeres divattervező New York City-ben, ahol megváltoztatta vezetéknevét Carmichael-ra. Miután a női polgármester fia, a város legkívánatosabb agglegénye, Andrew eljegyezte őt, Melanie hazamegy Alabamába, hogy otthon is bejelentse a jó hírt, de nem mondja el Andrew-nak, hogy ő hivatalosan még Jake felesége (akivel hét éve nem találkozott).
Melanie és Jake különválásának oka Melanie elvetélt terhessége volt, amit Jake nehezen viselt, ezért Melanie elmenekült a kisvárosi életformából. Ezért ment egyedül New Yorkba, ahol néhány év alatt híres divattervező lett, miközben korábbi, alabamai életéről ott senki nem tudott semmit.
Melanie megérkezik Alabamába, hogy Jake-kel aláírassa a válási papírokat, amit Jake az utóbbi hét évben aláíratlanul mindig visszaküldött. Jake továbbra sem hajlandó aláírni a papírokat. Ezért Melanie bosszúból kiüríti a közös bankszámlájukat.
A helyi bárban Jake találkozik Melanie-val, ahol Melanie lerészegedik és sértegeti korábbi barátait. Kibeszéli, hogy egyikük, Bobby Ray (aki a diszkrécióját kérte) „meleg”. Jake hazaviszi a részeg Melanie-t és az ágyon hagyja az aláírt válási papírokat.
Andrew váratlanul megérkezik a városba és felkeresi a „Carmichael birtokot”, ahol Melanie felnőtt, eközben összefut Jake-kel, aki megmutatja neki Bobby Ray Carmichael házát, ahol a polgárháborús csatára emlékeznek. Melanie visszatér szülei házába, ahová Andrew is megérkezik. Melanie azt szeretné, ha az esküvőt Alabamában tartanák.
Közben kiderül, hogy Jake – egy évvel Melanie távozása után – titokban elment New Yorkba, hogy meglátogassa Melanie-t, de nem mert találkozni vele, amikor látta, hogy Melanie milyen környezetet teremtett magának New Yorkban. Elhatározta, hogy olyan világot hoz létre otthon, ami méltó Melanie visszacsábítására. Megépíti gyermekkori vágyát: egy üvegműves üzemet, ahol a kiállítóterem díszei között ott van a gyermekkori csók idején a homokban talált, „villám-alkotta” üvegdarab.
Az esküvő előtt Melanie a barátaival véletlenül betéved a gyári bemutatóterembe és lenyűgözi a Jake által felépített üzem és az üvegkiállítás.
Az esküvő napján Melanie ügyvédje megszakítja az ünnepséget és közli, hogy a válás nem végleges, mert Melanie még nem írta alá a válási papírokat. Melanie elmagyarázza Andrew-nak, hogy még mindig szereti Jake-et és ezért Andrew nem veheti őt feleségül. Andrew megérti a dolgot, de az anyja tajtékzik, és szitkozódni kezd, mire Melanie orrba vágja.
Melanie azon a partszakaszon találja meg Jake-et, ahol a film nyitójelenete játszódott. Melanie elmondja Jake-nek, hogy még mindig szereti és vele akar élni.
|  | Itt a vége a cselekmény részletezésének! |

## Szereplők
| Szerep                            | Színész           | Szinkronhang          |
| --------------------------------- | ----------------- | --------------------- |
| Melanie Smooter                   | Reese Witherspoon | Kökényessy Ági        |
| Jake Perry                        | Josh Lucas        | Széles Tamás          |
| Andrew Hennings                   | Patrick Dempsey   | Selmeczi Roland       |
| Kate Hennings polgármesterasszony | Candice Bergen    | Kiss Mari             |
| Pearl Smooter                     | Mary Kay Place    | Hámori Ildikó         |
| Earl Smooter                      | Fred Ward         | Ujréti László         |
| Stella Kay Perry                  | Jean Smart        | Molnár Zsuzsa         |
| Bobby Ray                         | Ethan Embry       | Hevér Gábor           |
| Lurlynn                           | Melanie Lynskey   | Hámori Eszter         |
| Wade seriff                       | Courtney Gains    | Bede Fazekas Szabolcs |
| Dorothea                          | Mary Lynn Rajskub | Juhász Judit          |
| Tabatha Wadmore-Smith             | Rhona Mitra       | Horváth Lili          |
| Frederick Montana                 | Nathan Lee Graham | Kerekes József        |
| Eldon                             | Sean Bridgers     | Galambos Péter        |
| Clinton                           | Fleet Cooper      | Ifj. Jászai László    |
| Barry Lowenstein                  | Kevin Sussman     | Bódy Gergely          |
| Fiatal Jake                       | Thomas Curtis     | Gacsal Ádám           |
| Fiatal Melanie                    | Dakota Fanning    | Kántor Kitty          |
| Bruno                             | Mark Skinner      | Minárovits Péter      |
| Pan                               | Michelle Krusiec  | Törtei Tünde          |
| Pablo                             | Phil Cater        | Bodrogi Attila        |
| Devin                             | Michael Snow      | Kossuth Gábor         |
| Wallace Buford                    | Bob Penny         | Dobránszky Zoltán     |
| Tom Darovsic                      | Mark Matkevich    |                       |
| Eugene, az őr                     | Lee Roy Giles     | Varga Tamás           |
| Jimmy Lee                         | Afemo Omilami     | Faragó András         |
| Jimmy, a sofőr                    | Kevin Hagan       | Gruber Hugó           |
| Starr                             | Jen Apgar         | Mics Ildikó           |
| Sherma                            | Deborah Duke      | Illyés Mari           |
| Murphy ezredes                    | Ted Manson        | Izsóf Vilmos          |
| Virgie                            | Sharon Blackwood  | Tóth Judit            |
| Halott katonát játszó önkéntes    | Don Young         | Surányi Imre          |

## A film készítése
A film cselekményének helyszíne Greenville, Alabama, de a filmet Georgiában forgatták.
A Carmichael ültetvény, amelyet Melanie gyermekkori otthonának mond, az az Oak Hill Berry múzeum. Az utcákat, amelyeket a Harcsa Fesztiválhoz és más belvárosi jelenetekhez használtak, Crawfordville-ben, Georgia államban vették fel.
Az a fajta üveg, ami villámcsapás nyomán keletkezik a homokban, az úgynevezett fulgurit.
Jake üvegfújó üzeme valójában egy régi malom Starr Mill Fayette megyében, Georgiában. Amikor Jake gépe landol a tavon, azt a jelenetet a Wynn's Pondon, Sharpsburgban, Georgiában vették fel.

## Fogadtatás

### Kritikai visszhang
A Rotten Tomatoes filmkritikai portál 38%-ra értékelte 159 kritikus véleménye alapján, de ugyanott a nézők 78%-ra pontozták (legalább 250.000 szavazó). A port.hu 236 szavazója 7,9 pontot adott rá a 10-es skálán.

### Bevételi adatok
Az első hétvégén 35 millió dolláros bevételt hozott. Végül az USA-ban 130 millió eurós, nemzetközi szinten pedig 53 399 006 eurós bevételre tett szert.

### Díjak és jelölések
A film a következő díjakat nyerte el:
- 2003 BMI Film Music Award – George Fenton
- 2003 Teen Choice Award – film – vígjáték
- 2003 Teen Choice Award – Film – Liplock – Reese Witherspoon, Josh Lucas
- 2003 Teen Choice Award jelölését – Film – színésznő – Reese Witherspoon
- 2003 Teen Choice Award jelölését – Film – Gazember – Candice Bergen
- 2003 GLAAD Media Award jelölést – Kiváló Film – Wide Release
- 22003 Golden Trailer Award jelölését – Legjobb romantikus film
- 2003 Hollywood Makeup Artist and Hair Stylist Guild Award jelölését – legjobb kortárs hajstílus – Anne Morgan
- 2003 MTV Movie Award jelölését – Legjobb női alakítás – Reese Witherspoon

## Filmzene
- Charlotte Martin – "Bring On the Day"
- Freestylers – "Weekend Song"
- No Doubt – "Hella Good"
- Uncle Kracker – "To Think I Used to Love You"
- The Calling – "Keep Your Hands to Yourself"
- Cornbread – "Bright Lights, Big City"
- Sheryl Crow – "Long Gone Lonesome Blues"
- Avril Lavigne – "Falling Down"
- Jewel – "Sweet Home Alabama"
- The Charlie Daniels Band – "What This World Needs Is a Few More Rednecks"
- Dave Bassett – "You Got Me"
- Dolly Parton – "Marry Me"
- Ryan Adams – "Gonna Make You Love Me"
- Cornbread – "Sweet Home Alabama"
- Shannon McNally – "Now That I Know"
- SHeDAISY – "Mine All Mine"